# 曽根昌世
曽根 昌世（そね まさただ、生没年不詳）は、戦国時代の武将。武田二十四将の1人に数えられることもある。奥近習六人衆の一人。幼名は孫次郎。内匠助。下野守。子に曽根虎盛。名は「まさよ」ともいわれる。

## 生涯
曽根虎長の子として生まれる。初名、勝長（かつなが）。信玄の奥近習衆を経て足軽大将となり、騎馬15騎・足軽30人を与えられた。
信玄の嫡男・武田義信による義信事件の際、義信の乳母子であった昌世の嫡子・曽根周防守も死罪となったため、曽根昌世は一時的に駿河に逃れているが、その後に帰参した。
相模の北条氏康との三増峠の戦いでは、退却する武田軍の殿軍を務めていた浅利信種が戦死した後、軍監であった曽根昌世がその部隊の指揮を引継ぎ、武田軍の退却を見事に成功させている。
『甲陽軍鑑』に拠れば、曽根昌世は駿河侵攻に際して真田昌幸らと共に活躍した。武田信玄からは、伊豆侵攻と韮山城攻めの後の偵察において、曽根昌世と真田昌幸は「信玄の両眼の如き者ども」と信任されていたという。
また、駿河花沢城攻めでは、曽根昌世はは三枝昌貞（守友）に次いで2番槍を勝ち取ったという。信玄が駿河を占領した後、曽根昌世は駿河興国寺城の城代（城主）を任された。
元亀元年（1570年）の伊豆韮山城攻めでも曽根昌世は武功を挙げている。
信玄没後は曽根昌世は武田勝頼に仕え、天正3年（1575年）の長篠の戦いにも参加したという。
天正10年（1582年）3月に武田勝頼が織田信長・徳川家康の連合軍に攻められて滅亡すると、曽根昌世は徳川氏に仕えた（かなり早い時期から徳川に内通していたという説もある）。
同年6月の本能寺の変による織田信長の死後、徳川家康は一揆軍の蜂起で空白地となっていた甲斐へ侵攻したが（天正壬午の乱）、曽根昌世もこれに参加し活躍する。またこの時に同じく武田旧臣である駒井政直などと共に武田遺臣を徳川氏に味方させるべく天正壬午起請文のまとめ役となり、対後北条家戦に大きく貢献した。
天正壬午の乱後には、曽根昌世はこのときの功績により武田時代と同じく興国寺城城主となったが、程なく出奔している。
『信直記』によれば、天正18年（1590年）には蒲生氏郷に仕える。
天正19年（1591年）、同じ旧武田家臣の真田信尹（加津野昌春）らとともに九戸攻めの蒲生軍の一角として出陣している。(九戸政実の乱)　また、会津若松城の縄張りを行ったとされる。
曽根昌世は武田信玄から軍学や築城術などを直接学んでいたと言われており、これらの技能に精通していたとも考えられる。